# Archanara arundinis
Archanara arundinis är en fjärilsart som beskrevs av Jacob Hübner. Archanara arundinis ingår i släktet Archanara och familjen nattflyn. Inga underarter finns listade i Catalogue of Life.